# ÖBB 4024
De serie 4024 en 4124 zijn treinstellen van het type Talent (een lichtgewichttrein met lagevloerdeel) voor het regionaal personenvervoer van de Oostenrijkse spoorwegmaatschappij Österreichische Bundesbahnen (ÖBB).

## Geschiedenis
De Österreichische Bundesbahnen bestelde 140 treinstellen bij Bombardier. Ook werden er 37 treinen besteld voor een bovenleiding spanning van 15.000 volt 16 2/3 Hz en van 25.000 volt 50 Hz. Deze treinstellen zijn bekend als serie 4124.

## Constructie en techniek
Typerend aan dit treinstel is door de toepassing van Scharfenbergkoppeling de spitse neus met het grote voorruit. De zijwanden zijn niet zoals de meeste railvoertuigen vlak gemaakt maar hebben een kleine ronding. De trein heeft meestal een eenvoudig interieur en is uitgerust met luchtvering.

## Treindiensten
De treinen van serie 4024 worden door de Österreichische Bundesbahnen ingezet op de volgende trajecten.
- S-Bahnen te Wenen
- S-Bahnen te Innsbruck
- S-Bahnen te Graz
- S-Bahnen te Linz
- Bludenz - Lindau
- Klagenfurt
- Salzburg - Saalfelden
- Pyhrnbahn tussen Linz - Rohr - Selzhal
- Kufstein - Rosenheim.

De treinen van serie 4124 worden door de Österreichische Bundesbahnen ingezet op de volgende trajecten.
- Raab-Ödenburg-Ebenfurter Eisenbahn tussen Raab - Ödenburg - Ebenfurt
- Wenen in de richting Hongarije

## Foto's

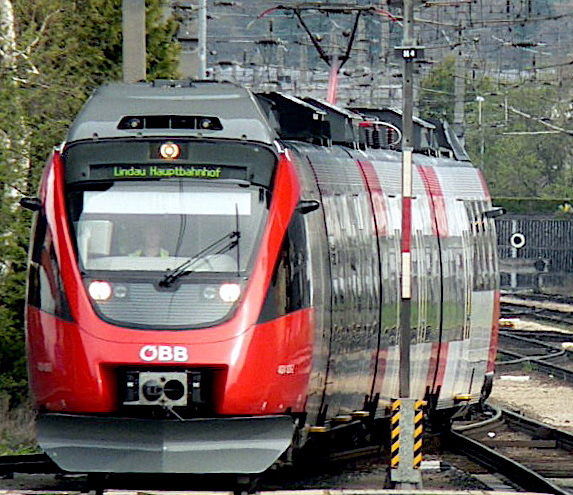
4024 in Bludenz richting Lindau Hbf

Vroeger bekend als Bundesbahnen Österreichs (BBÖ)